# Ceresium opacum
Ceresium opacum är en skalbaggsart som beskrevs av Leon Fairmaire 1902. Ceresium opacum ingår i släktet Ceresium och familjen långhorningar.
Artens utbredningsområde är Madagaskar. Inga underarter finns listade i Catalogue of Life.